# Frank Watson Dyson

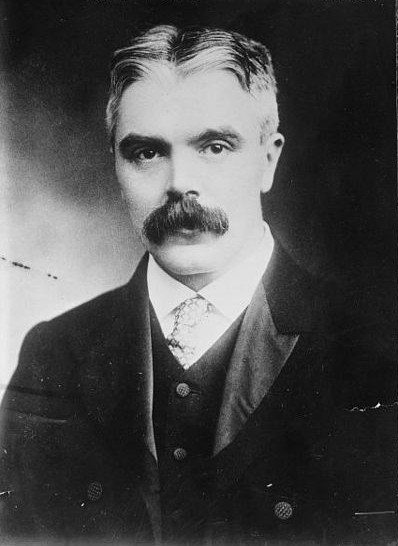
Frank Watson Dyson

Sir Frank Watson Dyson (ur. 8 stycznia 1868 w Measham, zm. 25 maja 1939 na morzu, w drodze z Australii do Anglii), angielski astronom i pisarz, który w roku 1919 zorganizował obserwacje gwiazd znajdujących się w pobliżu Słońca, co udowodniło przewidziane przez Alberta Einsteina ugięcie światła w polu grawitacyjnym.

## Życiorys
Urodzony w Measham, nieopodal miejscowości Ashby-de-la-Zouch w Wielkiej Brytanii. Królewski Astronom Szkocji w latach 1905–1910, Astronom Królewski w latach 1910–1933. Otrzymał tytuł szlachecki w 1915. Zmarł w trakcie podróży z Australii do Anglii w 1939 roku.
Spostrzeżenia dotyczące korony i chromosfery słonecznej zostały opublikowane w Determination of Wave-Lengths from Spectra Obtained at the Total Solar Eclipses of 1900,1901, and 1905 (1906).
Jego imieniem nazwano Dyson krater na Księżycu oraz planetoidę (1241) Dysona.
Mimo zbieżności nazwisk nie jest spokrewniony ze słynnym fizykiem i matematykiem Freemanem Johnem Dysonem.